# IL17RD
Interleukin 17 receptor D (také známý jako Sef) je protein, který je u lidí kódován genem IL17RD. 
Tento gen kóduje membránový protein patřící do rodiny proteinů receptoru interleukinu-17 (IL-17R). Alternativní sestřih generuje více variant transkriptu kódujících odlišné izoformy. Bylo popsáno, že IL-17RD omezuje signalizaci receptoru fibroblastového růstového faktoru ( FGFR ) a je součástí signálního komplexu receptoru IL-17 .

## Identifikace
IL-17RD byl původně objeven během rozsáhlého in situ hybridizačního screeningu genů regulujících embryogenezi Danio rerio. Byl identifikován jako součást synexpresní skupiny (geny s podobnou časoprostorovou expresí) spolu s geny, které negativně regulují signalizaci fibroblastového růstového faktoru (FGF). Na základě too byl tento protein pojmenován Sef (similar expression to FGF genes). Název byl později změněn na IL-17RD kvůli jeho sekvenční podobnosti s jinými receptory IL-17 receptorové rodiny. Dále bylo zjištěno, že IL-17RD koimunoprecipituje s receptorem FGF (FGFR) a inhibuje signalizaci FGF na úrovni signální transdukce a nikoli interferencí s ligandem nebo jeho vazbou na FGFR  .

## Struktura
IL-17RD je transmembránový protein typu I obsahující extracelulární doménu podobnou Ig následovanou doménou fibronektinu typu III, krátkou transmembránovou doménou ~20 aminokyselin a intracelulární doménou SEFIR, která byla identifikována v receptorech IL-17 rodiny a některých rozpustných faktorech účastnících se signalizace IL-17 .

## IL-17RD ve vývoji
IL-17RD (Sef) byl identifikován jako součást skupiny genů zapojených do FGF signální dráhy v embryích Danio rerio a Xenopus laevis. Injekce sef mRNA do embrya ve fázi 1 buňky vede k ventralizaci embrya. Podobný efekt bzl pozorován po injekci s XFD (dominantní negativní formou FGF receptoru), což naznačuje funkci IL-17RD jako negativního regulátoru FGF receptorové signalizace. Ko-imunoprecipitační test odhalil, že vnitrobuněčná část, nikoliv doména SEFIR, je kritická pro asociaci IL-17RD s FGFR . Jedna z drah aktivovaných stimulací FGFR je Ras/MAPK (další jsou PI3/AKT a PLCγ). Injekce embryí vyššími množstvími Ras, Raf nebo MEK způsobuje zastavení buněčného cyklu. Tento jev lze zachránit současnou injekcí IL-17RD, což dále podporuje roli IL-17RD v negativní regulaci FGFR signálního mechanismu. Navíc se zdá, že IL-17RD reguluje FGF signální dráhu na úrovni následné signalizace, nikoliv receptoru, protože overexpresí FGF nebo FGFR nedochází ke zastavení buněčného cyklu. Z těchto dat vyplývá, že IL-17RD negativně reguluje FGFR signální mechanismus omezováním signalizace MAPK skrze svou vnitrobuněčnou doménu.

## IL-17RD v zánětu

### Signalizace IL-17
Rodina receptorů IL-17 patří do skupiny strukturně podobných receptorů charakterizovaných doménou SEFIR (Sef a IL-17R)  . Zakládající člen, IL-17RA, spolu s IL-17RC slouží jako receptorový komplex pro interleukin 17 (IL-17). IL-17 je prozánětlivý cytokin produkovaný hlavně Th17 podskupinou T lymfocytů a hraje důležitou roli v  eliminaci extracelulárních patogenů ale také u několika autoimunitních onemocnění (jako je psoriáza nebo revmatoidní artritida)  . Uvádí se, že IL-17RD se asociuje a ko-lokalizuje s IL-17RA, zprostředkovává signalizaci IL-17 a interaguje s TRAF6 (molekula účastnící se intracelulární signalizace IL-17). Delece intracelulární domény IL-17RD dominantní negativní účinek a potlačuje signalizaci IL-17. Na rozdíl od toho delece extracelulární domény nemá žádný vliv na signalizaci IL-17  . IL-17RD knockout myši však nevykazují žádný zjevný fenotyp  . To může být způsobeno přítomností IL-17RC, který do určité míry nahrazuje IL-17RD. Je však důležité poznamenat, že delece IL-17RC nebo IL-17RD není dostatečná pro ochranu proti psoriáze vyvolané imiquimodem  .